# Muhammad Azam Khan
Muhammad Azam Khan, né en 1933 et mort le 11 novembre 2023, est un homme politique pakistanais.

## Biographie
Barrister de formation, il est secrétaire en chef du gouvernement en 1990. Il est ensuite ministre provincial des Finances de 2007 à 2008.
Il est en 2018 ministre de l'Intérieur dans le gouvernement de Nasir-ul-Mulk. Il est accusé de partialité et de favoriser Imran Khan.
Nommé ministre en chef intérimaire du Khyber Pakhtunkwa en vue des élections provinciales de 2024 au Khyber Pakhtunkhwa, il meurt en novembre de la même année à l'âge de 89 ans.